# Rio Acaraú
O rio Acaraú é um rio que banha o estado brasileiro do Ceará.

## Características

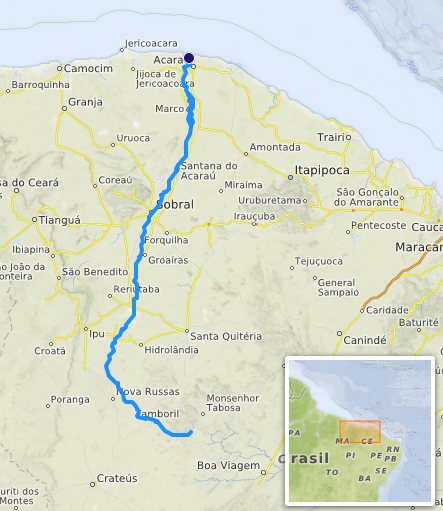
Mapa com o curso do Rio Acaraú em destaque

Nasce na Serra das Matas, um dos pontos mais altos da região. Saindo de Monsenhor Tabosa, em pleno sertão, percorre 320 quilômetros. Corta Sobral, uma das cidades mais importantes do Ceará. Banha 18 municípios e chega ao mar, em Acaraú. Nessas regiões, as chuvas são restritas e, por causa do calor, a evaporação é altíssima. Conclusão: evapora muito mais do que chove e a água some dos leitos. A terceira e última nascente fica a mais de mil metros de altitude, em São Gonçalo.
Fica situado na parte norte do estado. Teria habitado, às margens desse rio, até os séculos iniciais da colonização portuguesa, o grupo indígena brasileiro dos tremembés. Segundo outras fontes, nasce na Serra do Machado, em Itatira. Lança-se no oceano Atlântico por meio de dois braços: Cacimba e Mosqueiro. Banha as cidades de  Acaraú, Tamboril, Pires Ferreira, Sobral, Santana do Acaraú, Morrinhos, Marco, Bela Cruz e Cruz, entre outras.

## Topônimo
O topônimo "Acaraú" é de origem tupi, sendo resultado da fusão de carás (cará) e  'hu (rio), significando, portanto, "rio das garças".

## Açudes
Nesta bacia, estão construídos alguns dos mais importantes açudes cearenses:o Carão em Tamboril, o Edson Queiroz, em Santa Quitéria; o Forquilha, no município do mesmo nome; o Aires de Sousa (ou "Jaibaras"), em Sobral, além do Paulo Sarasate (ou "Araras"), que está construído sobre o leito do Rio Acaraú e cuja barragem está localizada no limite dos municípios de Varjota e Santa Quitéria.

## Condições pluviométricas

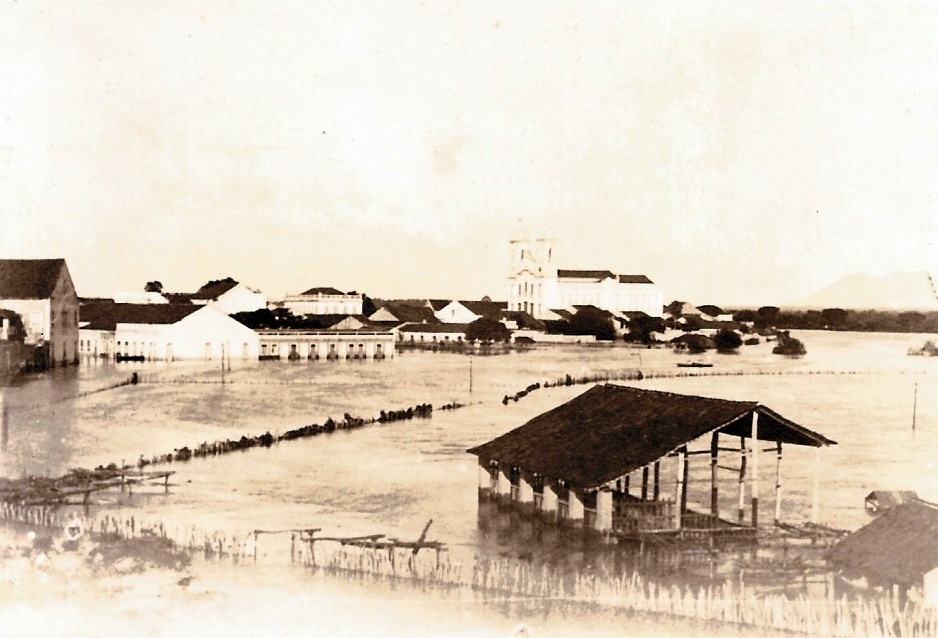
Cheia do Rio Acaraú em 1917 em Sobral

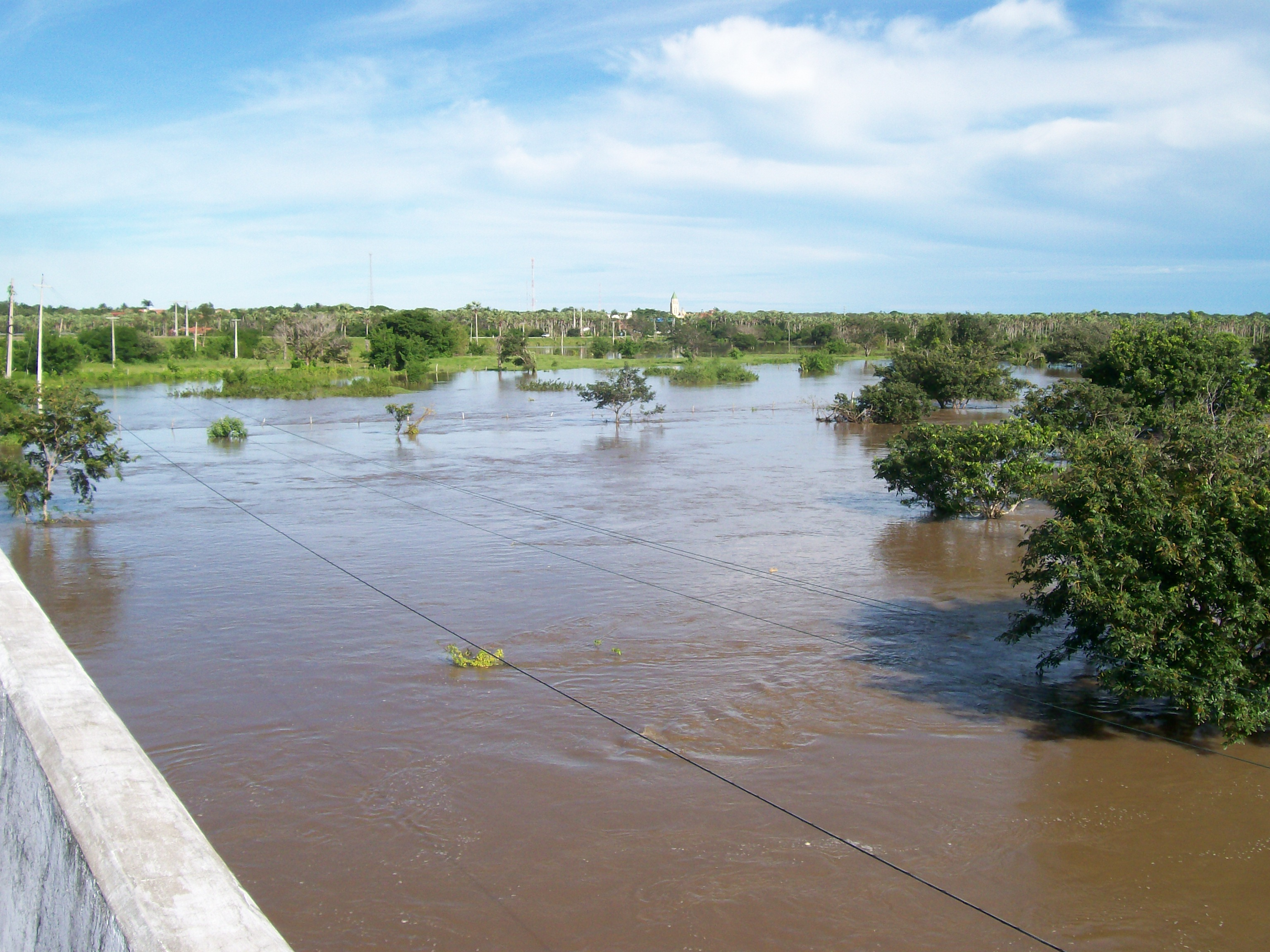
Cheia do Rio Acaraú na cidade de Cruz em 2008

A maior parte da bacia está situada em região de clima tropical quente semiárido, sendo que apenas uma pequena porção (na base da Chapada da Ibiapaba) apresenta clima tropical quente semiárido brando. A pluviometria, portanto, é baixa com volumes de chuva que vão de 500 a 1 000 mm em praticamente toda a sua área.

## Afluentes
Principais
- Rio Jaibaras;
- Rio Groaíras;
- Rio dos Macacos

## Impactos hoje
Por causa do excesso de chuvas ocorridas em 2009 no Ceará, o volume do rio aumentou drasticamente, coisa inesperada pelos habitantes que moram próximo do rio. Com a longa extensão deste rio, cidades próximas sofreram um grande impacto(enchentes). Cidades e estradas para transporte para outros estados foram praticamente inundadas. Em Sobral, por exemplo, canos estouraram, faltando água em muitas casas. Famílias perderam suas casas(algumas foram até destruídas). Em Sobral também, homens e mulheres perderam seus empregos. Doenças, como gripe, dengue, entre outras, aconteceram. Como as cheias aumentaram seu nível no ano de 2009, plantações também foram perdidas e barcos não puderam atravessar o rio por várias semanas devido à enchente ocorrida. Crianças tiveram que adiantar suas férias, por causa das cheias.
O uso inadequado do solo no baixo curso do rio Acaraú está acelerando processos de erosão, especialmente nas áreas onde a vegetação nativa foi removida.